# Museo de Armería de Álava
El Museo de Armería de Álava (en euskera, Arabako Arma Museoa), sito en el paseo de Fray Francisco y contiguo al Palacio de Ajuria Enea en la ciudad de Vitoria (Álava) España, expone monográficamente armas, uniformes y diversos objetos relacionados con las actividades bélicas de diversas épocas y culturas, desde la prehistoria hasta principios del siglo XX. De sus secciones, resulta especialmente interesante la dedicada a la batalla de Vitoria de 1813, en el contexto de la guerra de la Independencia española.

## Historia
El origen del Museo se remonta a la donación hecha a la Diputación Foral de Álava por el empresario y mecenas local don Félix Alfaro Fournier, propietario de  Naipes Heraclio Fournier S.A., de su colección de armas y objetos relacionados, y a una serie de exposiciones temporales, la última y más importante tuvo lugar en 1963, con motivo del 150.º aniversario de la batalla de Vitoria. Núcleo de una colección que posteriormente iba a ser enriquecida con sucesivas adquisiciones y donaciones, este muestrario se exhibió al público a partir del 29 de octubre de 1966 en un edificio del siglo XVI conocido como Casa Armera de los Gobeo-Guevara San Juan, situado en la calle Chiquita del casco histórico de la ciudad y cedido por la Caja de Ahorros Municipal de Vitoria para tal fin: nacía entonces el primer Museo de Armas, que compartía espacio con el Museo de Arqueología de Álava.

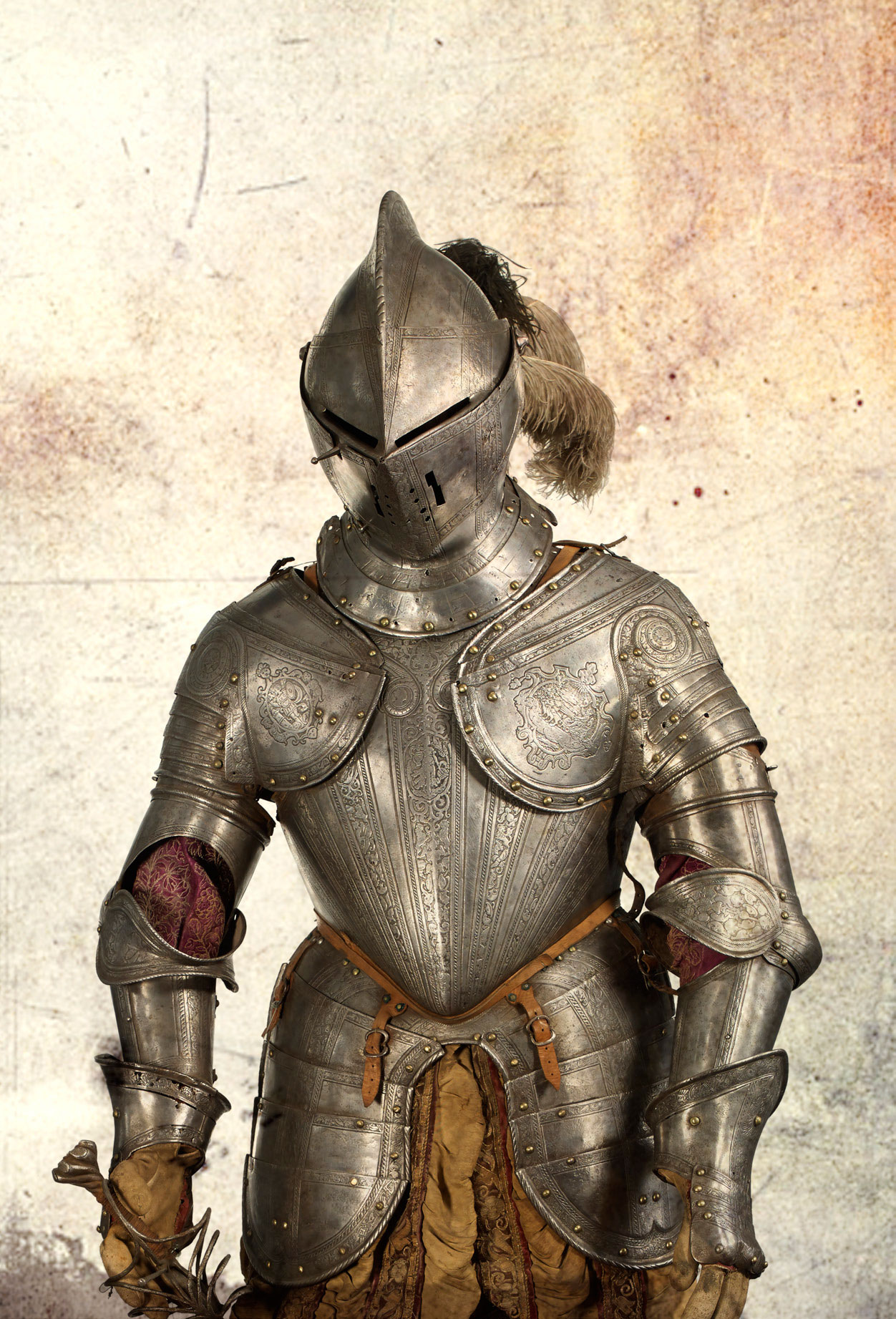

Pronto, la falta de espacio puso de manifiesto la necesidad de trasladar los fondos del Museo de Armas a un lugar donde poder exhibirlos adecuadamente, en un edificio específico. Tras la adquisición del Palacio de Ajuria Enea por la Diputación, se acondicionaron con funcionalidad moderna unas edificaciones anexas para albergar de manera definitiva, desde 1975, el Museo de Armería. El primer director del Museo, hasta 1988, fue el propio Félix Álfaro Fournier.

## Colección
La colección está integrada fundamentalmente por armas ofensivas y defensivas, así como pertrechos relacionados con ellas, desde los tiempos prehistóricos hasta principios del siglo XX, además de diversos objetos que permiten contextualizar los artículos anteriores y que aportan información complementaria. Todo ello se distribuye en dos plantas y está ordenado conforme a criterios cronológicos.
Las primeras armas expuestas, de la Edad de Piedra, tienen una antigüedad de 300 000 años. De la Edad de los Metales se exhiben los tipos básicos de armas blancas, fabricadas primero en bronce y luego en hierro, como hachas y falcatas ibéricas, un modelo de espada curva característico de la zona del Levante peninsular. Siguen piezas de factura griega, romana y altomedieval. 
De la época bajomedieval se exponen diversos modelos de ballesta, armas que fueron reemplazando al arco hasta la generalización de las armas de fuego. Tienen singular importancia el camisote, las espadas cortas y otras armas procedentes de las excavaciones realizadas en la parte alta de Vitoria y fechadas a finales del siglo XII. Desde el punto de vista defensivo, la loriga de escamas de hierro y la cota de malla acerada, utilizada a partir del siglo XII, piezas fundamentales para la protección del combatiente hasta la aparición de la armadura o arnés en el siglo XVI. Varios espacios y vitrinas presentan diversos arneses españoles, alemanes e italianos para justa, guerra y parada, de los siglos XV, XVI y XVII.

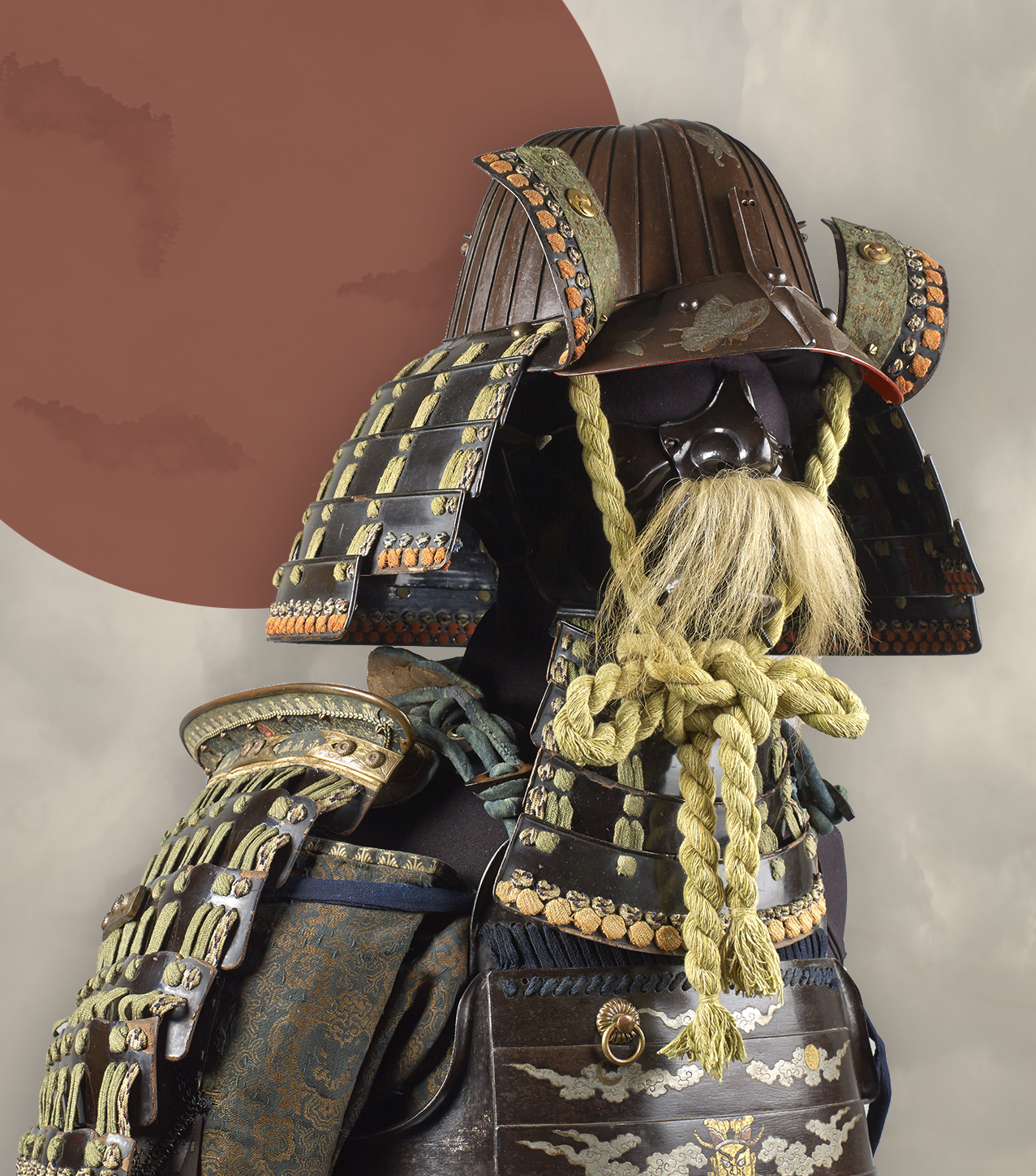

Las armas de fuego de uso individual están bien representadas, desde las primeras de mecha hasta las últimas de percusión, pasando por las de rueda y chispa. Igualmente, puede observarse la evolución, en sus diversas modalidades —mandobles, estoques, sables— de la espada desde el siglo XV. 
La sección dedicada a las armas africanas, orientales y árabes muestra una amplia variedad de piezas: desde lanzas prehistóricas procedentes de África central hasta dos valiosas armaduras japonesas de samurái de finales del siglo XVI, únicas completas que se conservan en España. La mayor parte de estas armas exóticas procede de compras efectuadas en 1963 en el Reino Unido a la célebre colección Moore. Son valiosas por su rareza las espadas largas siamesas del Lauristán, mosquetes y sables japoneses, sables chinos y kris del sudeste de Asia.
Un capítulo especial es el dedicado a la batalla de Vitoria, hecho de armas postrero de la guerra de la Independencia que tuvo lugar el 21 de junio de 1813 en las proximidades de Vitoria y en el que las tropas francesas en retirada, bajo el mando del rey José Bonaparte y el mariscal Jean-Baptiste Jourdan, fueron derrotadas por el ejército combinado anglo-hispano-portugués comandado por el Duque de Wellington y el general Miguel Ricardo de Álava. 
Este episodio bélico se ilustra por medio de objetos de uso personal de algunos de los personajes involucrados en la batalla, particularmente los capturados por los aliados como botín de guerra en los carruajes de José Bonaparte y su estado mayor, armas utilizadas en el curso de la misma y uniformes de la época. Han de destacarse no pocos elementos de gran significado histórico y artístico, como son: las mantillas y pistoleras de los caballos del rey José y el mariscal Jourdan; la pistola y el juego de té, regalos de Wellington, del general Álava, así como su fajín de general y el sable usado en campaña; la bandera del Primer Batallón alavés, al mando de Sebastián Fernández de Leceta, alias "Dos Pelos", etc.
En esta sección figura una colección pequeña pero valiosa de fusiles de los tipos Saint Etienne, Tulle, Charleville y Mauburg, utililizados por las tropas imperiales en las guerras napoleónicas; esta colección es la única en el mundo que conserva los fusiles completos, incluyendo sus correajes, elementos que, al no ser considerados importantes, han desaparecido en todos los demás museos en cuyos fondos se encuentran. Lo mismo ocurre con la colección de sables de reglamento de oficiales de la Guardia Imperial, al servicio directo de Napoleón Bonaparte. El muestrario se completa con maquetas y dioramas modernos que representan los momentos decisivos de la batalla.
Los fondos correspondientes a las últimas décadas del siglo XIX y primeras del XX reflejan la importancia que tuvo la producción armera en el País Vasco en aquel tiempo. Se exponen numerosas pistolas y revólveres; uno de ellos es el que empleó el anarquista italiano Michele Angiolillo para asesinar en el Balneario de Santa Águeda, en la localidad guipuzcoana de Mondragón, a Antonio Cánovas del Castillo, presidente del Gobierno español, el 8 de agosto de 1897.

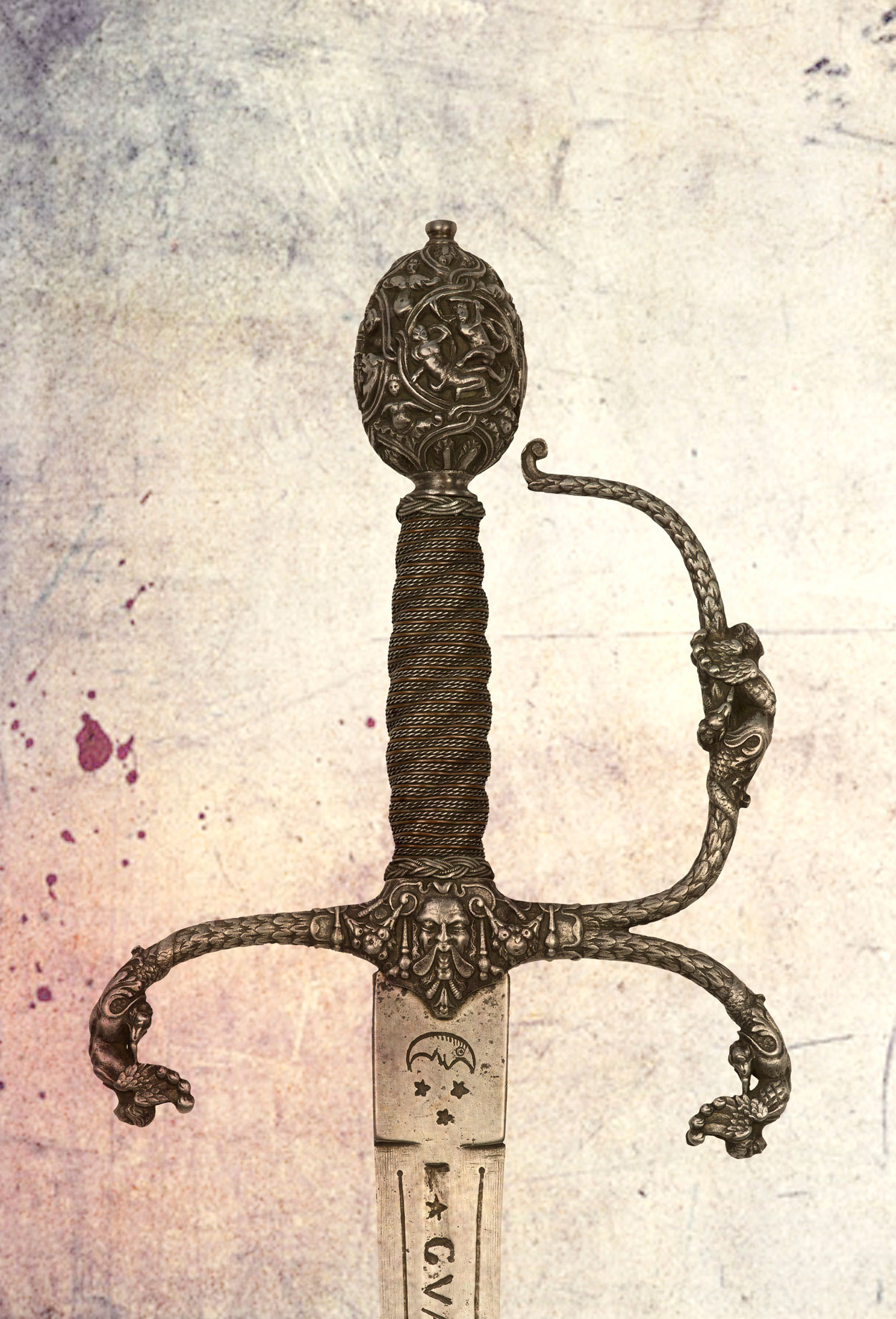

## Horario
- martes a sábados de 10.00 a 14.00 y de 16.00 a 18.30
- domingos y festivos de 11.00 a 14.00
- lunes cerrado, excepto festivos
- martes después de lunes festivo, cerrado